# Дражко
Дражко або Дражіко (*до 789 — 810) — верховний князь Ободрицького союзу у 795—810 роках.

## Життєпис
Був сином верховного князя ободритів Віцана II (Віцлава). Перші відомості про Дражко сягають 789 року, коли він брав участь у війнах з саксами, ймовірно остфалами. Того ж року разом з батьком боровся проти вторгнення військ франкського короля Карла Великого, проте невдало.
У 795 році після загибелі батька, Дражко стає новим верховним князем Ободрицького союзу. 798 року визнав зверхність короля франків. Того ж року за підтримки франкських загонів Дражко у битві при Свентанафельді (сучасний Шлезвіг-Гольштейн) здобув перемогу над саксами-нордалбінгами (васалами данів). Загинуло 4 тис. ворожих вояків. На дяку за цю звитягу Карл Великий надав Дражко титул дукса, визнавши верховним володарем ободритів. 799 року разом з франками брав участь у новому поході проти саксів.
У 804 році Дражко отримав низку земель, що належали саксам на північ від Рейну (в сучасному Гольштейні). Йому було доручено разом маркграфом Данської марки охороня кордони Франкської держави від нападів данів. 806 року спрямував свої загони на допомогу франкам, які рушили проти чеських племен.
З 808 року вимушений був боротися з данами на чолі з конунгом Гутфредом, якого підтримали племен лютичів, глинян, смольнян. Дражко зазнав важкої поразки: його північні землі були спустошені, зазнало пограбування місто Рерік (відомий як Веліград). В результаті Дражко вимушений був визнати зверхність данів, сплатити данини й видати свого сина Чедрага як заручника.
Ця поразка призвела до хвилювань племен — членів союзу. Але Дражко 809 року вдалося відновити свою владу. Було створено нове військо, допомогу отримав від франків на чолі із Карлом Молодим. Після цього Дражко здійснив похід проти данів, в результаті якого було відновлено втрачені території в Нордалбінгії, спустошено землі глинян та смольнян.
Але повної перемогами над данами не було здобуто. Дражко став готуватися до нової війни з данами. В розпал підготовки у 810 році його було вбито у містечку Рерік шпигуном або союзником данського конунга.